# رودريغو باتيستا دا كروز
رودريغو باتيستا دا كروز (بالبرتغالية: Rodrigo Batista da Cruz‏) هو لاعب كرة قدم برازيلي في مركز الهجوم، ولد في 2 فبراير 1983 في سانتوس، ساو باولو في البرازيل. لعب مع أتلتيكو باراناينسي وبورتوغيزا سانتيستا وجمعية بورتوغيزا الرياضية وجيجو يونايتد وسانتو أندريه وسبورت ريسيفي ونادي أفاي لكرة القدم ونادي إيتوانو ونادي ريو برانكو ونادي سانتوس ونادي ساو كايتانو ونادي فلومينينسي.

## وصلات خارجية
- رودريغو باتيستا دا كروز على موقع دوري كوريا الجنوبية (الإنجليزية)
- رودريغو باتيستا دا كروز على موقع قاعدة بيانات كرة القدم.إي يو (الإنجليزية)
- رودريغو باتيستا دا كروز على موقع Soccerway.com (الإنجليزية)